# Forstrecht
Das Forstrecht bezeichnet als Gegenstand der rechtsvergleichenden Forschung die Regelungen des objektiven Rechts der Forstwirtschaft. Eine Verwandtschaft besteht mit dem Agrarrecht und dem Jagdrecht.
„In älterer Zeit nannte man Forstrecht [als subjektives Recht] auch die rechtliche Befugnis, in dem einem andern gehörigen Wald Holz-, Mast-, Weide-, Streu-, Gras-, Plaggen- und andre Nutzungen auszuüben oder von dem Waldeigentümer jährlich oder periodisch gewisse Quantitäten von Waldprodukten (Bau- und Nutzholz je nach Bedarf, Brennholzdeputate, Mastdeputate, Wilddeputate etc.) fordern zu dürfen.“

## Nationale Gesetzliche Regelungen
Zu den nationalen Regelungen des Forstrechts siehe
- Forsthoheit
- Waldgesetz
- Bundeswaldgesetz und Landeswaldgesetze (Deutschland)